# Saint-Sulpice (Vaud)
Saint-Sulpice es una comuna suiza del cantón de Vaud, situada en el distrito del Ouest lausannois a orillas del lago Lemán. Limita al norte con la comuna de Ecublens, al este con Lausana, al sur con Évian-les-Bains (FR-74) y Publier (FR-74), y al oeste con Préverenges y Denges.
La comuna formó parte hasta el 31 de diciembre de 2007 del distrito de Morges, círculo de Ecublens.